# Who's the Murderer
Who's the Murderer (chino simplificado: 明星大侦探, chino tradicional: 明星大偵探, pinyin: Míngxīng dà zhēntàn), es un programa chino transmitido del 27 de marzo del 2016 hasta ahora, a través de Mango TV.
El programa está basado en el programa surcoreano "Crime Scene".
En agosto del 2019 el director del programa anunció que este tendría una quinta temporada, la cual sería estrenada el 8 de noviembre del mismo año.

## Formato
En un prólogo, el elenco es introducido a los escenarios y a los sospechosos del caso de asesinato del nuevo episodio.
Posteriormente durante el episodio los miembros escogen a su personaje, como un sospechoso particular o detective. Además del Detective, a cada uno de los miembros se les proporciona información detallada sobre el sospechoso/a que están interpretando, esto incluye personalidades, coartadas, relación con la víctima, historia, motivo criminal y otros sospechosos
Cada uno de los sospechosos puede ocultar su información hasta que otros sospechosos o el mismo detctive lo cuestione explícitamente, pero solo el criminal puede mentir.
- Coartada: cada miembro se presenta a sí mismo como el sospechoso que están interpretando, proporcionan un poco de información sobre su pasado y la relación que tenían con la víctima, también describen su paradero antes, después y durante el crimen.

- Investigación en el lugar del crimen: los miembros son separados en dos equipos, a cada uno se les dan 10 minutos para investigar la escena del crimen y buscar pistas. A cada jugador se les da una cámara y se le permite tomar un máximo de 10 fotos.

- Reunión: todos los involucrados presentan las evidencias que han recolectado hasta el momento y se les permite hacerle preguntas a los otros jugadores con respecto a sus evidencias. Cada uno de los miembros tiene la oportunidad de expresar sus opiniones sobre quien creen que es el criminal.

- Primer Voto para elegir al criminal: después de escuchar las pruebas recolectadas hasta el momento al Detective se le permite votar sobre la persona quien cree es él o la sospechoso/a. Al final el voto se le notifica a los demás miembros.

- Investigación adicional en el lugar del crimen: después de realizar el primer voto todos los miembros se reúnen en la escena del crimen para buscar pistas adicionales y discutir sobre la investigación.

- Interrogatorio uno a uno: el detective (quien desde el inicio es inocente), puede pedirle a los demás jugadores que entren uno por uno a la sala de interrogación para hacerles más preguntas.

- Voto final para elegir al criminal: después de que todos los jugadores hayan sido interrogados, se procede a la votación final. Antes de votar, se les permiten 5 minutos de investigaciones individuales a cada uno de los miembros antes de que cada uno vote de forma secreta sobre la persona que creen es el criminal final. Cada uno de los miembros hace una declaración final y el detective hace su elección. El jugador que reciba la mayor cantidad de votos, será arrestado y encerrado en una prisión improvisada, si la persona arrestada resulta ser el criminal, el detective recibe 2 lingotes de oro y los miembros inocentes reciben un lingote de oro cada uno. Sin embargo si la persona arrestada resulta ser inocente y el verdadero culpable sale libre, este obtiene todos los lingotes de oro.

Durante la segunda temporada se realizaron pequeños cambios, ahora las barras de oro se les daban a los miembros de antemano, si votaban correctamente por el culpable podían quedarse con el oro, pero si fallaban tendrían que devolverlo. Por otro lado el detective ya no hacía su primer voto público, para que los demás miembros no fueran influenciados. Al final del juego, si el o la detective había votado correctamente las dos veces por el sospechoso obtenía dos barras de oro. Sin embargo si él o la sospechoso/a lograba mantener con éxito su identidad escondida obtenía seis barras de oro.
Durante la tercera temporada las escenas del crimen se vuelven más realistas con accesorios, en donde los miembros experimentan todo el crimen. Ahora para cada caso hay una o dos víctimas, lo que hace el caso más complejo.
Durante la cuarta temporada se creó el rol del ayudante del detective, el cual es interpretado por Pu Yuxing, un estudiante de la Universidad de Nankín.

## Elenco

### Miembros
| Artista               | Ocupación                | N.º de episodios                                                                           | Duración                     |
| --------------------- | ------------------------ | ------------------------------------------------------------------------------------------ | ---------------------------- |
| He Jiong              | Presentador / Actor      | 1.1 - presente                                                                             | 2016 - presente              |
| Sa Beining (Benny Sa) | Presentador / Periodista | 1.1 - presente                                                                             | 2016 - presente              |
| Bai Jingting          | Actor                    | 1.1-3, 7-9, 12; 2.1-5, 7, 9, 12; 3.1-2, 5, 8-12; 4.1 - presente / + 3 pilotos y 1 especial | 2016 - presente              |
| Emma Wu (Gui Gui)     | Cantante / Actriz        | Piloto, 1-12 / 1, 4-9, 11-12 /                                                             | 2016 - 2018, 2020 - presente |

### Miembros recurrentes
| Nombre                | Ocupación       | Episodios                                             | Duración                |
| --------------------- | --------------- | ----------------------------------------------------- | ----------------------- |
| Wang Ou (Angel Wang)  | Actriz / Modelo | 1.1-2, 1.4-12; 2.3-6; 3.4, 3.6-8; 5.1 / + 3 pilotos / | 2016 - 2017, 2018, 2019 |
| Wei Daxun             | Actor           | 6 / 1, 4, 7-8, 11-12 / 2 / 4-5                        | 2016, 2017, 2018, 2019  |
| Wei Chen (Vision Wei) | Cantante        | 11 / 3-5, 7, 12 / 4                                   | 2017, 2018, 2019        |
| Yang Rong             | Actriz          | 1, 7-10 / 10-11 / 3-4, 6                              | 2017, 2018, 2019        |
| Hou Minghao           | Actor           | 3-4                                                   | 2019                    |
| Qi Wei                | Actriz          | 3                                                     | 2019                    |

### Antiguos miembros recurrentes
| Nombre                     | Ocupación       | Episodios                                     | Temporadas | Duración         |
| -------------------------- | --------------- | --------------------------------------------- | ---------- | ---------------- |
| Wowkie Zhang (Da Zhangwei) | Artista Musical | 2-3, 5, 10-12 / Especial año nuevo, 2, 10, 11 | 1, 2, 3    | 2016, 2017, 2018 |
| Wei Daxun                  | Actor           | 3-4, 6, 8-9                                   | 3          | 2017             |
| Pan Yueming                | Actor           | 6, 8-9, 12                                    | 3          | 2017, 2018       |
| Yang Rong                  | Actriz          | 6                                             | 3          | 2017             |

### Invitados
| Nombre                   | Ocupación        | Episodio donde apareció                   | Duración         |
| ------------------------ | ---------------- | ----------------------------------------- | ---------------- |
| Zhang Ruoyun             | Actor            | 0-2                                       | 2019, 2020, 2021 |
| Zhang Xincheng           | Actor            | -                                         | 2021             |
| Qi Wei                   | Actriz           | -                                         | 2021             |
| Wowkie Zhang             | Cantante         | -                                         | 2021             |
| Xiao Zhan                | Cantante / Actor | -                                         | 2020             |
| Fan Bingbing             | Actriz           | -                                         | 2020             |
| Wu Xing                  | -                | -                                         | 2020             |
| Jing Boran               | Actor            | 0-2                                       | 2019, 2020       |
| Papi Jiang               | Comediante       | 0-2                                       | 2019, 2020       |
| Liu Haoran               | Actor            | 4 / Piloto + 1-2                          | 2016, 2018, 2020 |
| Qiao Zhenyu              | Actor            | Piloto + 1, 9 / 5-6 / 10                  | 2016, 2017, 2018 |
| Yan Rujing               | -                | 9                                         | 2017             |
| Xiong Ziqi (Dylan Xiong) | Actor            | 7                                         | 2017             |
| Jackson Wang             | Rapero           | 10 / Especial año nuevo, 2, 5-6, 9-10 / 5 | 2016, 2017       |
| Wang Ou                  | Actriz           | 4, 6                                      | 2017             |
| Roy Wang                 | Cantante         | 3                                         | 2017             |
| Leo Wu (Wu Lei)          | Actor            | Piloto + 1-2                              | 2017             |
| Huang Lei                | Actor            | 12                                        | 2017             |
| Sha Yi (沙溢)            | Actor            | 11                                        | 2017             |
| Xia Zhiguang (夏之光)    | Cantante         | 11                                        | 2017             |
| Sun Yi                   | Actriz           | 10                                        | 2017             |
| Alec Su                  | Cantante         | 9                                         | 2017             |
| Joker Xue                | Cantautor        | 8                                         | 2017             |
| Lin Bohong               | Actor            | 3                                         | 2017             |
| Dong Li                  | Actor            | Piloto, 3                                 | 2017             |
| Ariel Lin                | Actriz           | Piloto, 3                                 | 2017             |
| Ivy Chen                 | Actriz           | Especial año nuevo, 2                     | 2017             |
| Aaron Yan                | Cantante         | 11                                        | 2016             |
| Kevin Tsai               | Escritor         | 7                                         | 2016             |
| Sun Jian (Oscar Sun)     | Actor            | 6                                         | 2016             |
| Ouyang Nana              | Actriz           | 4                                         | 2016             |
| Chen Ruoxuan             | Actor            | 3                                         | 2016             |

## Episodios
Hasta ahora el programa ha emitido 4 temporadas y transmitido 36 episodios:
- La primera temporada fue estrenada el 27 de marzo del 2016 estuvo conformada por 12 episodios más un episodio piloto, emitidos todos los domingos a las 20:00.[3]
- La segunda temporada fue estrenada el 13 de enero del 2017 estuvo conformada por 12 episodios más un episodio piloto y un especial, emitidos todos los viernes a las 12:00.[4]
- La tercera temporada fue estrenada el 22 de septiembre del 2017 estuvo conformada por 12 episodios más un episodio piloto.[5]
- La cuarta temporada fue estrenada el 25 de octubre del 2018.[6]

| Temporada | Temporada   | N.º de episodios       | Fecha de Emisión         | Fecha de Emisión    |
| Temporada | Temporada   | N.º de episodios       | Inicio                   | Finalizó            |
| --------- | ----------- | ---------------------- | ------------------------ | ------------------- |
|           | Temporada 1 | 12 + Piloto            | 27 de marzo de 2016      | 19 de junio de 2016 |
|           | Temporada 2 | 12 + Piloto y Especial | 13 de enero de 2017      | 14 de abril de 2017 |
|           | Temporada 3 | 12 + Piloto            | 22 de septiembre de 2017 | 19 de enero de 2018 |
|           | Temporada 4 | - + Piloto             | 25 de octubre de 2018    | presente            |

## Premios y nominaciones
| Año  | Categoría                     | Premio                       | Nominado                    | Resultado |
| ---- | ----------------------------- | ---------------------------- | --------------------------- | --------- |
| 2017 | Best Quality Web Variety Show | 2nd Golden Guduo Media Award | Who's the Murderer Season 2 | Ganó      |

## Producción
El programa es dirigido por He Chen, la producción está a cargo de Liu Chenliang y Xie Linm quienes cuentan con el apoyo del productor ejecutivo Zhou Shan.
El programa es la adaptación del programa surcoreano "Crime Scene" transmitido por la JTBC.